# District historique des Bryce Canyon National Park Scenic Trails
Pour les articles homonymes, voir Bryce.
Le district historique des Bryce Canyon National Park Scenic Trails – en anglais Bryce Canyon National Park Scenic Trails Historic District – est un district historique dans le comté de Garfield, dans l'Utah, aux États-Unis. Situé au sein du parc national de Bryce Canyon, il est inscrit au Registre national des lieux historiques depuis le 25 avril 1995. Il est composé de cinq sentiers de randonnée.